# Eva Montanari
Eva Montanari, född 1977 i Rimini, är en italiensk barnboksförfattare och illustratör. Hon debuterade år 2000 och hennes böcker för småbarn har översatts till ett flertal språk, däribland svenska. Eva Montanari är verksam i Rimini och Milano.